# ادگار داویدس
ادگار استیون داویدس (به هلندی: Edgar Steven Davids) (تلفظ هلندی: [ɛtɣər dɑfɪtz] ()؛ بازیکن فوتبالی حرفه‌ای و هلندی است. پست اصلی او در فوتبال هافبک دفاعی است. از باشگاه‌های سابق وی می‌توان به آژاکس ،آ. ث میلان، یوونتوس، بارسلونا، اینتر میلان و تاتنهام اشاره کرد.
وی از سال ۱۹۹۹، پس از جراحی بر روی چشم راست به دلیل بیماری گلوکوم، از عینک‌های محافظت‌کننده در هنگام بازی استفاده می‌کرد. از او می‌توان به یکی از بهترین هافبک‌های چندسال اخیر و قدیم یاد کرد.
از وی به‌عنوان یکی از بهترین هافبک‌های دفاعی تاریخ فوتبال یاد می‌شود که در زمان اوج خود در باشگاه یوونتوس و تیم ملی هلند با تکنیک و قدرت و مدیریت خود در زمین نقش بسیار تأثیرگذاری داشت.
داویدس در شهر پاراماریبو پایتخت سورینام، مستعمره هلند در آمریکای لاتین، از پدری آفریقایی‌تبار و مادری یهودی به دنیا آمد. والدینش از کودکی به هلند مهاجرت کردند و ادگار بقیه زندگی خود را در هلند ادامه داد. داویدز فوتبال حرفه‌ای را از سال ۱۹۹۱ در آژاکس آغاز کرد و از سال ۱۹۹۶ در تیم‌های ایتالیایی آث میلان، یوونتوس و اینترمیلان و تیم انگلیسی تاتنهام هاتسپرز بازی کرد و برای مدتی به‌طور قرضی برای بارسلونا اسپانیا توپ زد. وی در فصل ۰۸–۲۰۰۷ دوباره به آژاکس برگشت. وی در سال‌های ۲۰۱۴–۲۰۱۲ بازیکن-مربی باشگاه فوتبال بارنت در لیگ دو فوتبال انگلستان بود.
او بازیکنی سرعتی به حساب می‌آمد و در تمام تیم‌هایی که بازی کرد به‌عنوان نقطه اتکای مهمی برای مربیان به حساب می‌آمد.
داویدس قهرمانی جام باشگاه‌های اروپا در فصل ۹۵–۱۹۹۴، قهرمانی جام بین‌قاره‌ای و سوپرکاپ یوفا در سال ۱۹۹۵ و قهرمانی جام یوفا در فصل ۹۲–۱۹۹۱ و سه بار قهرمانی سری آ ایتالیا همراه با یوونتوس و دو بار قهرمانی جام حذفی ایتالیا همراه با یوونتوس و اینترمیلان را در کارنامه دارد. داویدس ۷۴ بازی ملی و ۶ گل ملی برای تیم ملی فوتبال هلند را در کارنامه خود دارد و در جام جهانی ۱۹۹۸ و جام ملت‌های اروپا ۲۰۰۰ در ترکیب تیم منتخب تورنمنت قرار گرفته بود.